# Sound Remains
Sound Remains ist ein Jazzalbum des Rez Abbasi Acoustic Quintet. Die am 20. und 21. März 2024 im Samurai Hotel Recording Studio in New York City entstandenen Aufnahmen erschienen am 27. Juni 2025 auf Whirlwind Recordings.

## Hintergrund
Auf diesem Album arbeitet Rez Abbasi wie schon bei den vorangegangenen Alben Natural Selection (2010) und Intents and Purposes (2015) wieder mit dem Vibraphonisten Bill Ware, dem Bassisten Stephan Crump und dem Schlagzeuger Eric McPherson zusammen. Der neu dazukommende Perkussionist Hasan Bakr ergänzte das bisherige Rez Abbasi Acoustic Quartet zum Quintett.

## Titelliste
- Rez Abbasi Acoustic Quintet: Sound Remains (Whirlwind Recordings)

1. Presence 8:08
2. You Are 8:05
3. Questar 6:44
4. Folk’s Dream 2:18
5. Spin Dream 7:58
6. Lonnie’s Lament (John Coltrane) 8:00
7. Meet the Moment 7:27
8. Purity 6:46

Wenn nicht anders angegeben, stammen die Kompositionen stammen von Rez Abbasi.

## Rezeption
Dave Sumner (Bandcamp) schätzt die Musik von Rez Abbasi in jeder Form, aber besonders wenn der Gitarrist mit seinem Akustikensemble spielt. Hervorhebenswert sei „die Kombination aus elektrisierender Spannung und wohliger Wärme dieser Musik“. Abbasis Album biete alles, was man sich wünschen kann. Das Gullah-Geechee-Erbe des Perkussionisten Hasan Bakr verschränke sich nahtlos mit den für dieses Ensemble typischen pakistanischen, indischen und New Yorker Jazz-Wurzeln. Abbasi verwende eine bundlose Gitarre für eine faszinierende Interpretation von John Coltranes „Lonnie’s Lament“ – was nicht nur ein hervorragender Anreiz sei, sich diese Aufnahme zuzulegen, sondern auch ein leuchtendes Beispiel für die inspirierte Kreativität, die man dabei erleben könne.
Für einen vielseitigen Künstler wie Rez Abbasi steht die Zeit nie still; seine sich ständig weiterentwickelnde musikalische Reise würde die wechselnden Strömungen seines Lebens widerspiegeln – von persönlicher Selbstbeobachtung bis hin zu den breiteren gesellschaftlichen Landschaften, die er von seinem New Yorker Zuhause aus beobachtet, hieß es in France Musique. Sound Remains stelle eine Rückkehr zur Wärme und Unmittelbarkeit der Akustikgitarre mit seinem langjährigen Ensemble, dem Rez Abbasi Acoustic Quintet dar. Dieses Mal werde die Besetzung durch den Meisterperkussionisten Hasan Bakr bereichert, der die tief verwurzelten Rhythmen seines Gullah-Geechee-Erbes einbringe und neue Ebenen von Textur und Zusammenspiel hinzufüge. Sound Remains sei reich an Tiefe und Emotionen, ein Beweis für die tiefe Verbindung zwischen Rez Abbasi und seiner Band.
Das Album gelangte auf Position 41 der Halbjahresliste (1/2025) des Francis Davis Jazz Critics Poll.